# Elena Vázquez Cendón
María Elena Vázquez Cendón   (Ourense, 2 de març de 1966) és una matemàtica i mestra gallega.

## Biografia
Va estudiar batxillerat a l'Instituto das Lagoas. Llicenciada en Matemàtiques per la Universitat de Santiago de Compostel·la. Doctorada per la mateixa universitat amb la tesi Estudi d'esquemes descentralitzats per a la seva aplicació a les lleis de conservació amb termes font 1994, dirigida pel Dr. Alfredo Bermúdez de Castro López-Varela.
És professora de matemàtica aplicada a la Facultat de Matemàtiques de la USC, va ser vicerectora de la USC, i és degana de la Facultat de Matemàtiques des del 2017. És membre del Consell de Cultura Gallega.
És autora de nombrosos articles a revistes especialitzades en matemàtiques i informàtica.
El 2022 va ser el premi María Josefa Wonenburger per a dones científiques.

## Obra
- Estudi d'esquemes descentralitzats per a la seva aplicació a lleis de conservació hiperbòliques amb termes font (1994). Santiago de Compostel·la: Servei de Publicacions i Intercanvi Científic de la Universitat de Santiago de Compostel·la. ISBN 84-8121-181-8 .
- Les dones en el sistema educatiu de Galícia: situació actual (2007). Amb Isabel Diz Otero, Marta Irene Lois González i Alba Alonso. Xunta de Galícia, Vicepresidència d'Igualtat i Benestar, Xunta de Galícia, Conselleria d'Innovació i Indústria.
- Introducció al mètode dels volums finits (2008). Servei de Publicacions: Universitat de Santiago de Compostel·la. ISBN 978-84-9887-031-2 .